# Ikeda Shigeaki
Pour les articles homonymes, voir Ikeda.
Ikeda Shigeaki est un nom japonais traditionnel ; le nom de famille (ou le nom d'école), Ikeda, précède donc le prénom (ou le nom d'artiste).
Ikeda Shigeaki (池田成彬), aussi connu sous le nom d'Ikeda Seihin, né le 15 août 1867 dans le domaine de Yonezawa au Japon et décédé à l'âge de 83 ans le 9 octobre 1950, est un banquier et homme politique japonais.

## Biographie
Fils d'un samouraï nommé Ikeda Nariaki, Ikeda Shigeaki est né en 1867 dans le domaine de Yonezawa (actuelle préfecture de Yamagata). Après ses études aux universités Keiō et Harvard, il commence à travailler à la banque Mitsui avant d'épouser la fille du directeur Nakamigawa Hirojirō.
Il est directeur de la banque de 1909 à 1933. Quatre ans plus tard, il est nommé gouverneur de la banque du Japon et ministre des Finances dans le gouvernement de Fumimaro Konoe jusqu'en 1939.
Le 5 décembre 1938, avec le premier ministre, le ministre des Affaires étrangères Hachirō Arita, le ministre de la Guerre Seishirō Itagaki et le ministre de la Marine Mitsumasa Yonai, Ikeda participe à la « conférence des cinq ministres », une réunion secrète au cours de laquelle est discutée la position du gouvernement japonais vis-à-vis du monde juif. La plupart sont opposés à toute implication dans les affaires du peuple juif, sur la croyance de leur nature incontrôlable et de leur caractère sournois comme expliqué dans le traité antisémite des Protocoles des Sages de Sion, en plus de l'embarras envers l'idéologie de l'Allemagne nazie. Seuls Ikeda et Itagaki soutiennent que la population juive peut apporter beaucoup au Japon, en attirant des capitaux étrangers et en améliorant l'image mondiale du pays. La rencontre est une étape cruciale dans le développement du plan Fugu au cours duquel des centaines de Juifs sont exfiltrés de l'Europe nazie et installés dans l'empire du Japon.
Ikeda devient membre du Conseil privé 1941 mais est banni de toutes fonctions politiques après la défaite de 1945.